# Darius Martin
Darius Martin (Mineápolis, 20 de septiembre de 1999) es un luchador profesional estadounidense, que actualmente trabaja para All Elite Wrestling (AEW). También hace apariciones para la promoción hermana de AEW, Ring of Honor (ROH). Actúa junto a su hermano menor Dante Martin como parte del equipo Top Flight.

## Carrera de lucha libre profesional

### Circuito independiente (2016-2020)
Darius Martin junto con su hermano Dante recibieron su entrenamiento en The Academy: School of Professional Wrestling en Minnesota por Ken Anderson e hicieron su debut en la lucha libre profesional en 2016 como el equipo «Top Flight».
Antes de AEW, Martin luchó para Over the Top Wrestling de Irlanda, AAW Wrestling con sede en Illinois, Game Changer Wrestling y Black Label Pro.

### All Elite Wrestling / Ring of Honor (2020-presente)
En el episodio del 27 de octubre de 2020 de Dark, Top Flight hizo su debut en All Elite Wrestling (AEW), donde perdieron ante Evil Uno & Stu Grayson de The Dark Order. En el episodio del 18 de noviembre de Dynamite, Top Flight luchó contra The Young Bucks en un esfuerzo perdido. El 23 de noviembre anunció que habían firmado con la empresa. En febrero de 2021, Darius sufrió una rotura delligamento cruzado anterior, lo que lo dejó fuera de acción y dejó a Dante solo como competidor individual.
En el episodio del 2 de marzo de 2022 de Dynamite, Darius hizo su regreso junto a su hermano en el Casino Battle Royale de equipos reuniéndose con su hermano Dante, donde duraría hasta el final siendo eliminado por Matt Jackson. El regreso a la acción duró poco ya que en abril de 2022 Darius resultó herido en un grave accidente automovilístico. Durante este tiempo, Dante continuó una vez más como competidor individual.
Darius regresó una vez más en el episodio del 16 de noviembre de 2022 de Dynamite, haciendo equipo con Dante y AR Fox, para desafiar a Death Triangle, por el Campeonato Mundial de Tríos de AEW, siendo derrotados. En la edición del 13 de noviembre de Rampage, Top Flight desafió sin éxito a FTR por el Campeonato Mundial en Parejas de ROH. El 10 de diciembre, en Final Battle, Top Flight hizo su debut para la compañía hermana de AEW, Ring of Honor, derrotando a The Kingdom (Matt Taven & Mike Bennett) en el pre-show. Darius compitió en su primer combate individual en AEW en la edición del 21 de diciembre de Dynamite, perdiendo ante Jon Moxley. Después de esto en la edición del 23 de diciembre de Rampage, Top Flight se asoció una vez más con AR Fox, donde ganaron el Three Kings Christmas Casino Trios Battle Royale de $300,000, donde los hermanos finalmente eliminaron al Campeón Mundial de ROH, Claudio Castagnoli. Debido a esto, Top Flight entró en un breve feudo con el Blackpool Combat Club, del que Moxley y Castagnoli eran miembros, perdiendo ante miembros del grupo durante las siguientes semanas. Top Flight logró su primera victoria sobre BCC en la edición del 16 de enero de AEW Dark, derrotando a Castagnoli y Wheeler Yuta, en una lucha por equipos a tres bandas que también involucró a The Butcher & The Blade, después de que Dante cubriera a The Blade. En la edición del 18 de enero de Dynamite, Top Flight derrotó a los Young Bucks en una sorprendente victoria.  En abril de 2023, en Supercard of Honor, Dante Martin sufrió una grave lesión en la pierna, lo que detuvo una vez más el impulso del equipo.
Durante el tiempo de la lesión de su hermano, Martin tuvo un feudo con The Kingdom, lo que le provocó formar una alianza con Action Andretti, después de que este lo salvó de un ataque posterior a un combate a manos de Mike Bennett. La semana siguiente, el dúo se unió contra The Kingdom, pero perdió. El 18 de mayo, el dúo se enfrentó a Taven y Bennett en una revancha en un Fight without Honor, donde Martin y Andretti derrotaron al dúo, poniendo fin al feudo. El 15 de junio, Martin y Andretti hicieron equipo con AR Fox para desafiar aThe Mogul Embassy (Brian Cage, Toa Liona & Bishop Kaun) por los Campeonatos Mundiales en Parejas de Seis Hombres de ROH, pero el trío fue derrotado. El trío formó equipo en Dynamite, enfrentándose a Sammy Guevara, Minoru Suzuki y Chris Jericho, pero fueron derrotados una vez más. El 22 de julio, Martin y Andretti hicieron su debut en AEW Collision, perdiendo ante Bullet Club Gold (Jay White & Juice Robinson).
Dante Martin regresó de una lesión en noviembre de 2023 y reunió a Top Flight una vez más.

## Campeonatos y logros
- All Elite Wrestling
  - Casino Trios Royale (2022) – con AR Fox y Dante Martin
- Canadian Wrestling Elite
  - CWE Canadian Unified Junior Heavyweight Championship (1 vez) [15]
- Chikara
  - Rey de Voladores (2018) [16]
- F1RST Wrestling
  - F1RST Wrestling Wrestlepalooza Championship (1 vez) [17]
- GALLI Lucha Libre
  - Copa Valoradores (2019) [18]
- Glory Pro Resurgence
  - Glory Pro Resurgence Championship (1 vez) [19]
- Glory Pro Wrestling
  - United Glory Tag Team Championship (1 vez) - con Angel Dorado [20]
  - Gateway to Glory Tournament (2018) [21]
- Pesado en la lucha libre
  - HOW Undisputed Championship (2 veces) [22]
- Independent Wrestling International
  - IWI Tag Team Championship (1 vez) - con Angel Dorado [23]
- Pro Wrestling Battleground
  - PWB Battleground Championship (1 vez) [24]
  - PWB Breakout Championship (1 vez) [25]
- Pro Wrestling Illustrated
  - Clasificado en el puesto 343 de los 500 mejores luchadores individuales en el PWI 500 en 2021 [26]